# Turrican II
A Turrican II: The Final Fight az 1991-ben számos platformra kiadott Turrican videójáték-sorozat második darabja. A szoftverlicenc birtokosa a Factor 5 videójáték kiadó.

## A kiadás körülményei
A Turrican sorozat története 1989-ben kezdődött egy Commodore 64-re írt demóval, melyet aztán az első rész követett 1990-ben. Népszerűsége annak volt köszönhető, hogy olyan technikai megoldásokat mutatott fel grafika terén, melyről sokan nem hitték, hogy kihozható a C64-ből. A második rész 1991-ben készült el, elsőként Amigára és a Factor 5 kiadó terjesztette. Az Amiga verzió azonban ezzel együtt is a C64 változat tervein alapult.
A Turrican II. munkanév alatt készülő Sega Mega Drive és Game Boy változat Universal Soldier ("Tökéletes katona") név alatt jelent meg 1992-ben, mely a fejlesztés késői fázisában dőlt el, ugyanis a kiadó Accolade ekkoriban vásárolta meg az azonos című mozifilm játékváltozatának jogait és marketing megfontolásokból a rebranding mellett döntöttek. Több ponton változtattak a korábbi kiadásokhoz képest a játékon, így például Turricant lecserélték egy tengerészgyalogosra (a film főhőse, Jean-Claude Van Damme karaktere), az ellenfeleket pedig a filmhez kapcsolódó figurákra, továbbá az első pályán a játékos mechanikus acélsárkány helyett Dolph Lundgren figurájával találkozik a filmből, akivel meg kell küzdenie. A "rebranding" nem hozta a várt sikert és az Entertainment Weekly egy meglehetősen rossz D+ minősítést adott a játékra.
Pár év kihagyással, 1995-ben adták ki a DOS alatt futó változatot.

## Alaptörténet
3025-öt írunk. Évtizedek óta béke, szabadság és törvényes rend uralkodik a Cobra 2 galaxisban a "Egyesült Bolygók Szabad Hadereje" ("United Planets Freedom Forces") jóvoltából. Az Egyesült Bolygók űrhajója, az Avalon 1 az ismert univerzum határához közeledik. Ardon C. Striker ezredes és csapata készülődik az átlépésre.
Hirtelen egy hatalmas csatacirkáló űrhajó materializálódik az Avalon 1 közvetlen közelében. Az életbe lépő védelmi protokoll alapján a csapat elfoglalja harcállásait és bekapcsolja az anti-sugár pajzsot. Minden támadó és védelmi rendszer élesítve várakozik. Az idegen űrhajó azonban egy ismeretlen technológia révén egy hirtelen fényvillanás nyomán semlegesíti a védelmi rendszereket az Avalon 1-en. A légzsilip hatalmas robajjal berobban és mutánsok özönlenek a hajóba. Elkeseredett kézitusa kezdődik és Bren McGuire, miután kilőtte az utolsó sugarat lézerfegyveréből, összerogyik egy ráeső szerkezeti elem alatt.
A támadók vezére, a gonosz félig ember, félig robot uralkodó, akit Gépnek (The Machine) neveznek, elégedetten nyugtázza a mészárlás eredményét és távozik az Avalon 1-ről. Ben felébredése után felfogja, hogy csak ő maradt egyedül túlélő és neki kell megküzdenie a gonosz betolakodókkal. A fegyverszobába siet, ahol meglátja az új Turrican harci fegyverzetet és felölti. Az emberiség e legfejlettebb technológiájának segítségével esküszik bosszút és veszi fel a harcot.

## Játékmenet
| Szerző        | Értékelés |
| ------------- | --------- |
| 576 KByte     | 93%       |
| Amiga Action  | 86%       |
| Crash         | 95%       |
| Your Sinclair | 92%       |
| Zzap!64       | 93%       |
| Power Play    | 85%       |

| Szerző           | Díj                               |
| ---------------- | --------------------------------- |
| Commodore Format | #10 The All-Time Top 50 C64 Games |
| Power Play       | Best Action Game in 1991          |

| Szerző         | Értékelés |
| -------------- | --------- |
| Play Time (DE) | 68%       |
| Sega-16.com    | 60%       |
| Power Play     | 55%       |

A Turrican II. a NES-re kiadott Metroid nevű sci-fi akciójáték és a Psycho-Nics Oscar játéktermi játék keresztezéseként jellemezhető. Míg a nagy mennyiségű szint és a főhős alakváltó képessége a Metroidot idézi, addig a grafikai terv, a fegyverek inkább a Psycho-Nics Oscarra emlékeztetnek, az űrhajós lövöldözős szint pedig a Kaneko Air Busterére hajaz. Az előző részhez hasonlóan a Turrican II. is lehetőséget ad titkos rejtekhelyek felfedezésére.
A Turrican első részéhez képest itt három elsődleges fegyver használható: Pattogó lövedék, Lézer és Sorozatlövő, melyeknek különböző tűzerejük van. Van továbbá egy fehér lézer "fal", mely a játékos mindegyik oldaláról eltakarítja, ami nem odavaló. A tűzgomb lenyomására egy nagyerejű másodlagos fegyver is aktiválható, mely lényegében egy irányítható lézernyaláb, és amely elengedhetetlen a főellenségek ellen. Számos extra képesség is található a pályákon, melyek ládákba vannak rejtve és lehetnek pajzsok, életerő löketek, illetve elsődleges vagy másodlagos fegyverek. Lehetőség van korlátlan mennyiségben elpusztíthatatlan labdává zsugorodni a lefelé nyíl és a szóköz együttes megnyomásával, vagy a joystick második gombjával (ha van ilyen).

## Zene
A Turrican akciójáték-sorozat a minőségi betétdalai miatt is széles körben ismert, különösen is a Turrican II. zenéje igen népszerű és egyesek ezeket a számokat tartják a zeneszerző, Chris Hülsbeck legjobb alkotásainak. Az Amiga verzióban a játékon belül található egy zenei menü, ahonnan gombnyomásra elérhető a játék összes betétdala. A játék zenéi 2004-ben élőben, szimfonikus zenekarra hangszerelve is felcsendültek a lipcsei "Symphonische Spielemusikkonzerte" koncertsorozata keretén belül. Hülsbeck 2016-ban szerzeményeiből összeállított egy "Collector’s Edition Box Set" kiadványt, melyre a Turrican II. zeneszámai is felkerültek.

## Fordítás
- Ez a szócikk részben vagy egészben  a   Turrican II: The Final Fight című angol Wikipédia-szócikk fordításán alapul.  Az eredeti cikk szerkesztőit annak laptörténete sorolja fel. Ez a jelzés csupán a megfogalmazás eredetét és a szerzői jogokat jelzi, nem szolgál a cikkben szereplő információk forrásmegjelöléseként.